# 多尔济 (明安之子)
多尔济（穆麟德轉寫：dorji；？—1648年），清朝初年蒙古族大臣。科尔沁兀鲁特部人，博尔济吉特氏。明安子。
1622年，随父归附努尔哈赤，尚公主为额驸。1626年，从征扎鲁特、克什克腾，次年征李氏朝鲜，皆有功。1631年，后金设六部，多尔济担任刑部承政，管理蒙古事务。1634年，随皇太极征明，攻打大同，受命领中军，大败明朝总兵曹文诏。1637年为内大臣，参与朝政。1639年，随济尔哈朗攻打锦州。1641年，败于明将曹变蛟夜袭，被议罪。进一等梅勒章京。1645年，进三等昂邦章京。1647年，为三等总管。